# Cerkiew Zaśnięcia Bogurodzicy we Wróbliku Królewskim
Cerkiew Zaśnięcia Bogurodzicy we Wróbliku Królewskim – dawna cerkiew greckokatolicka, zbudowana w 1888 we Wróbliku Królewskim.
Cerkiew po 1945 użytkowana jako rzymskokatolicki kościół parafialny Wniebowzięcia Najświętszej Maryi Panny parafii we Wróbliku Królewskim.
Obiekt wpisany w 1992 do rejestru zabytków.

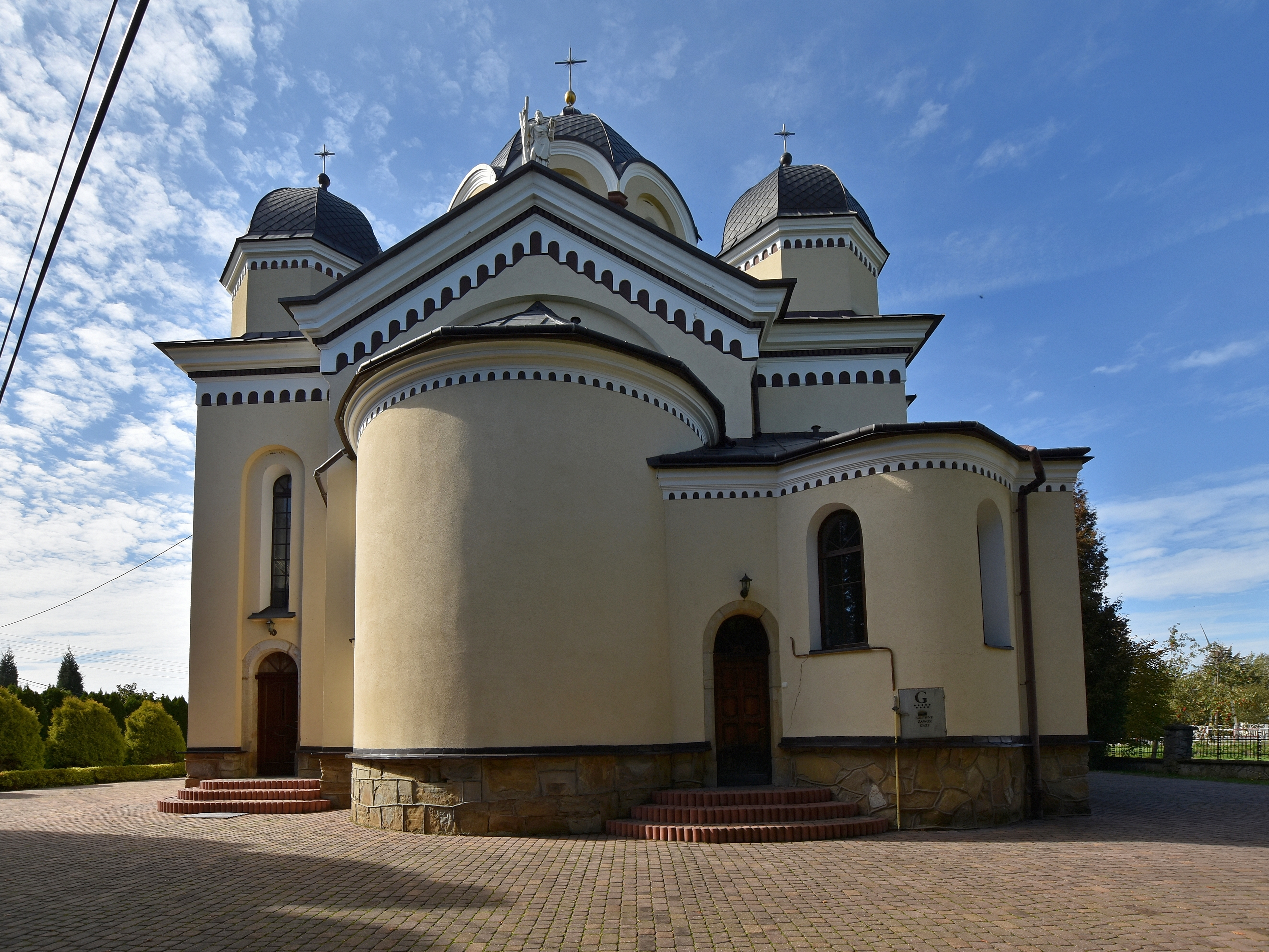
Widok strony od prezbiterium
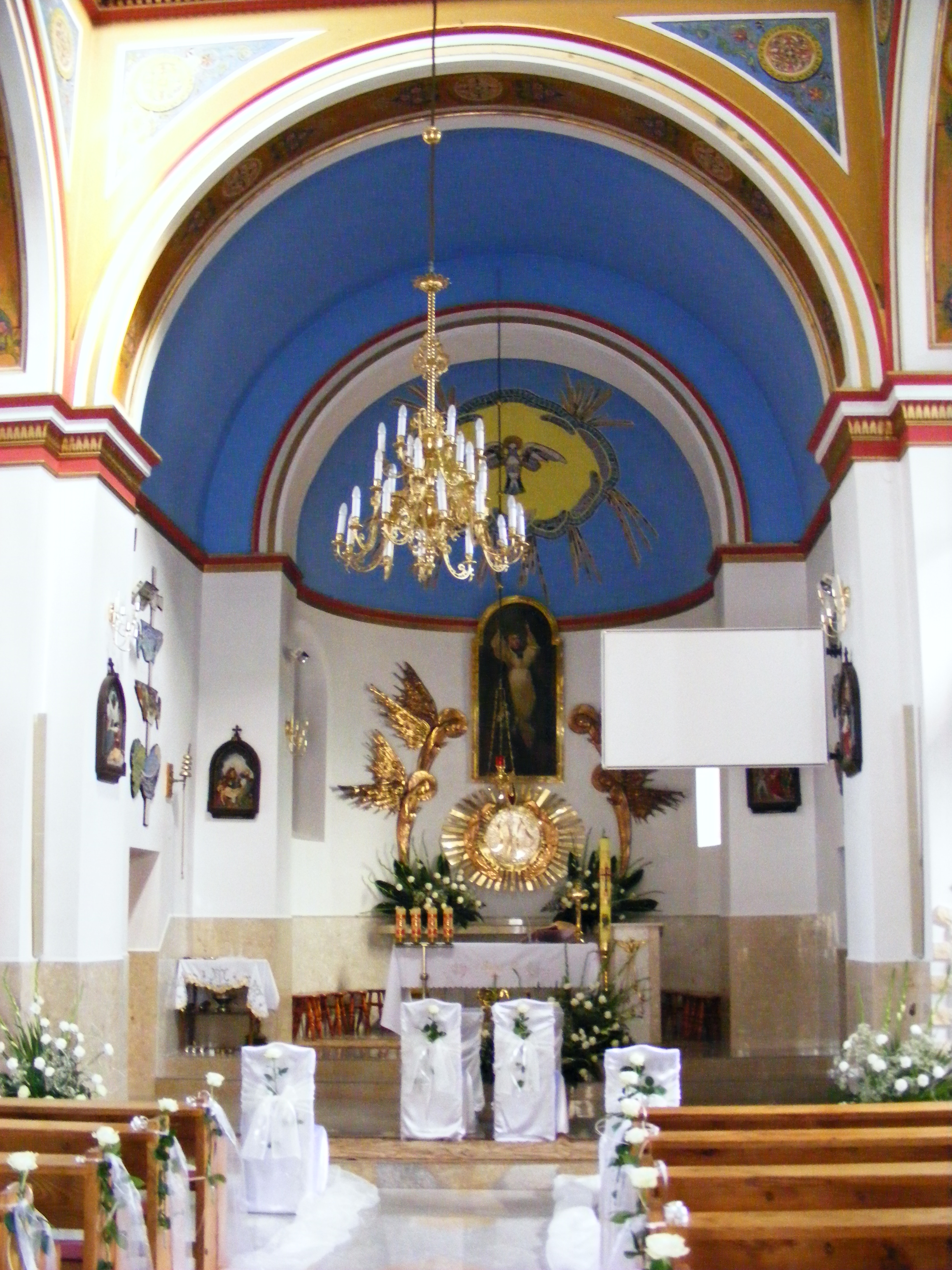
Wnętrze
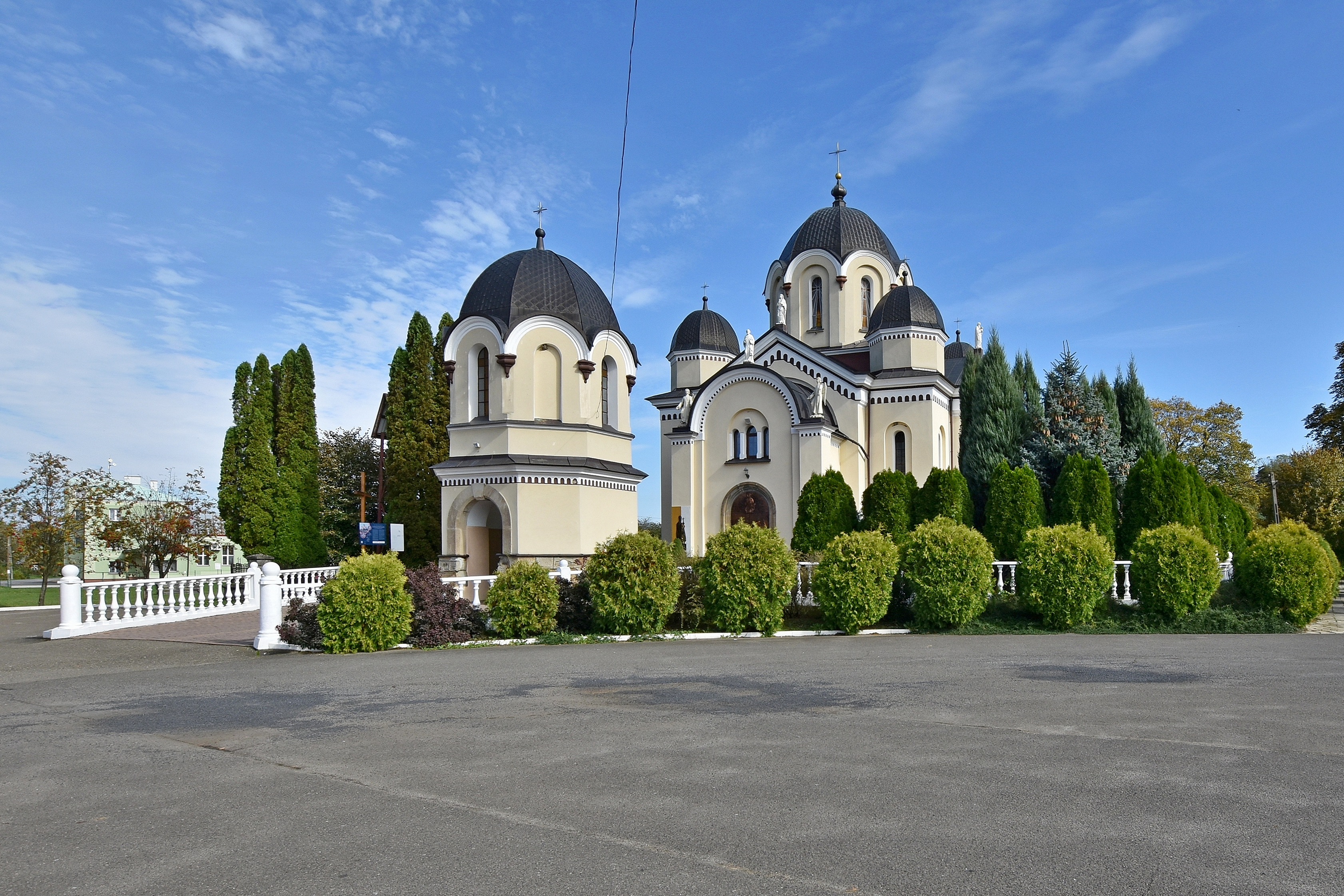
Widok ogólny